# Ginga Nagareboshi Gin
Ginga Nagareboshi Gin (jap. 銀牙 -流れ星 銀-) ist eine Manga-Serie von Yoshihiro Takahashi, die von 1983 bis 1987 in ungefähr 3300 Seiten erschien. Der Action- und Abenteuer-Manga, zu dem auch eine 21-teilige Anime-Fernsehserie entstand, war ursprünglich vor allem für Jungen konzipiert und lässt sich so der Shōnen-Gattung zuordnen. 1999 erschien der Nachfolger Ginga Densetsu Weed.

## Handlung
Der Akita-Inu-Welpe Gin (銀 dt. ‚Silber‘) verlässt seinen Besitzer Daisuke, um sich einem Rudel wilder Hunde anzuschließen. Das Rudel sucht starke Hunde aus ganz Japan, um gegen den gefährlichen Bären Akakabuto (赤カブト dt. ‚Roter Helm‘) und seine Lakaien zu kämpfen. Dabei müssen sie viele Schwierigkeiten überwinden, bei denen Gin oft über sich hinauswächst. Gin, der schnell wütend wird, wenn es darum geht, unnötig zu töten, führt den Kampf gegen Akakabuto an. Gins Vater Riki, der bereits zuvor mit Akakabuto aneinandergeraten ist und seitdem an Amnesie litt, stirbt in diesem Kampf.

## Charaktere
- Gin (Akita Inu) Gin führt die Hunde in den Kampf gegen Akakabuto. Er ist loyal und mutig, aber etwas stur. Er wird schnell wütend, wenn es darum geht unnötig zu töten. Aufgrund dessen gerät er öfters mit John aneinander.
- Riki (Akita Inu) Gins Vater. Am Anfang der Serie glaubte man, dass er von Akakabuto getötet wurde. Er überlebte jedoch und leidet seitdem an Amnesie. Er wurde der Anführer eines Rudels wilder Hunde, dass in den Bergen lebt.
- Fuji (Akita Inu) Gins Mutter. Sie spielt nur eine kleine Rolle, aber sie scheint sich sehr um ihre drei Welpen zu sorgen.
- Shiro (Akita Inu) Gins Großvater. Er starb, als er sich mit Akakabuto eine Schlucht hinunterstürzte, um ihn zu töten, was ihm allerdings nicht gelang. Er taucht nur in der ersten Episode des Animes auf.
- Gins Geschwister (Akita Inu) Sie werden weder im Anime noch im Manga namentlich erwähnt. Inoffiziell werden sie häufig Giyan und Hiya-n genannt. Gohei Takeda hielt sie nicht für geeignete Bärenhunde, da sie keine Aggression gegenüber seinen Schlägen mit einem Stock zeigten, weswegen er nur Gin für das training auswählte.
- Ben (Deutsche Dogge) Einer von Rikis Gruppenanführern. Er ist ungewöhnlich stark, allerdings erblindete er durch eine Giftfalle des Anführers der Hunde von Iga, Akame, der dachte, dass Bens Gruppe mit seinem Gegner Kurojaki verbündet wären. Trotz der Blindheit riskiert er immer wieder sein Leben für den Rest des Rudels im Kampf.
- Cross (Saluki) Die einzige Hündin im Rudel und eine starke Kämpferin. Früher war sie von ihrem Besitzer alleingelassen worden, um zu sterben, nachdem Akakabuto den Rest seiner Jagdhunde getötet hatte. Sie trat dem Rudel bei und verliebte sich in Ben, der bald ihr Partner wurde. Sie hatten drei Welpen: Ken, George und Minnie. Ken und George spielen eine große Rolle in Ginga Densetsu Weed.

## Veröffentlichungen
Der Manga erschien in Japan ab 1983 bis 1987 in Einzelkapiteln im wöchentlichen Manga-Magazin Shōnen Jump und entwickelte sich zu dieser Zeit zu einer der beliebtesten Reihen des Magazins. Der Shūeisha-Verlag brachte diese Einzelkapitel auch in 18 Sammelbänden heraus. Später wurden Neuauflagen in acht und zehn Bänden veröffentlicht.
Die Buchveröffentlichungen zu Ginga Nagareboshi Gin verkauften sich in Japan über zehn Millionen Mal. Der Manga gewann 1987 den Shōgakukan-Manga-Preis in der Kategorie Shōnen.

## Anime
Im Animationsstudio Toei Animation entstanden 21 Episoden mit je einer Dauer von circa 25 Minuten einer Zeichentrickserie auf Basis von Takahashis Manga. Regie führte Tomoharu Katsumata. Die Drehbücher schrieben Kenji Terada und Mitsuru Majima und das Charakterdesign entwarf Jōji Yanase. Für die Kameraführung war Takao Satō verantwortlich.
Die Serie wurde vom 7. April bis zum 22. September 1986 auf dem japanischen Fernsehsender TV Asahi ausgestrahlt, konnte aber nicht an den Erfolg der Comicserie und früherer Hundeabenteuer in Anime-Form (wie Anime Yasei no Sakebi) anschließen. Der Anime wurde auch in Fennoskandinavien gezeigt: Während er in Schweden als Silver Fang ausgestrahlt wurde, erschien er in Finnland unter dem Titel Hopeanuoli und in Dänemark als Bjørnehunden Silver. Die Serie lief auch im norwegischen, ungarischen und südkoreanischen Fernsehen.

### Synchronisation
| Rolle | japanischer Sprecher (Seiyū) |
| ----- | ---------------------------- |
| Gin   | Eiko Yamada                  |
| Riki  | Banjō Ginga                  |
| Fuji  |                              |
| Shiro |                              |
| Ben   | Hideyuki Tanaka              |
| Cross | Toshiko Fujita               |

### Musik
Die Musik der Serie komponierten Goro Awami und Gorō Oumi. Der Vorspann ist unterlegt mit dem Lied Nagareboshi Gin und für den Abspann verwendete man den Titel Tomorrow, beide Lieder sind von Takayuki Miyauchi.